# Seissan
Seissan – miejscowość i gmina we Francji, w regionie Oksytania, w departamencie Gers.
Według danych na rok 1990 gminę zamieszkiwały 984 osoby, a gęstość zaludnienia wynosiła 53 osób/km² (wśród 3020 gmin regionu Midi-Pireneje Seissan plasuje się na 345. miejscu pod względem liczby ludności, natomiast pod względem powierzchni na miejscu 612.).

## Populacja

Populacja Seissan w latach 1962-2008